# Ben Farrar
Pour les articles homonymes, voir Farrar.

a Compétitions nationales et continentales officielles uniquement.

Ben Farrar (né le 2 décembre 1986 à Newcastle, Nouvelle Galles du Sud) est un joueur professionnel de rugby à XIII australien qui évolue actuellement chez les Dragons Catalans. Il participe à la Super League.
Farrar, junior à Newcastle, rejoint les Cowboys du North Queensland en 2007. Il joue 38 matchs pour ces derniers jusqu'à son départ pour Manly à la mi-2009. Normalement, joueur au poste de centre, Farrar est poussé à l'arrière à la suite d'une blessure au genou de son coéquipier Brett Stewart.
Farrar  a représenté la Nouvelle-Galles du Sud des moins de 19 ans tout en continuant à Newcastle et a fait ses grands débuts professionnels pour le North Queensland face aux Sea Eagles au Dairy Farmers Stadium en 2007.
Le 14 septembre 2010, Farar tente l'aventure en Europe en signant pour les Dragons Catalans.